# اوساک-کیچو
اوساک-کیچو (انگلیسی: Usak-Kichu) یک شهرک در شهرستان بیژبولیاکسکی باشقیرستان کشور روسیه است.